# 4369 Seifert
4369 Seifert este un asteroid din centura principală, descoperit pe 30 iulie 1982 de Ladislav Brožek.